# José Simeón Guerrero de Arcos y Cervantes
José Simeón Guerrero de Arcos y Cervantes fue un abogado nicaragüense, nacido en la ciudad de León, Nicaragua. 
Fue hijo de Fernando Guerrero de Arcos y Gertrudis Cervantes. Casó con Ana Bolandi y Ulloa.
Se graduó de licenciado en Leyes, posiblemente en la Universidad de su ciudad natal. Se estableció en Costa Rica en 1824.
Fue elegido presidente de la Corte Suprema de Justicia de Costa Rica por la Asamblea legislativa el 1° de agosto de 1825, por no haber aceptado el cargo el Licenciado Manuel Barberena, designado en 1824. Sin embargo, fue muy dificultoso integrar el alto tribunal, ya que la mayoría de los elegidos o nombrados como magistrados rechazaban el cargo, aducían falta de requisitos o renunciaban. Por esta circunstancia, aunque el Licenciado Guerrero sí aceptó la designación, de 1825 a 1826 desempeñó el cargo de Juez Letrado de Costa Rica, a la espera de que la Corte contase con suficientes integrantes como para iniciar sus labores.

## Primer período como Presidente de la Corte
La Corte Superior de Justicia no se instaló sino hasta el 1 de octubre de 1826, con los siguientes miembros:
Presidente: José Simeón Guerrero de Arcos y Cervantes
Segundo Ministro: Francisco Madriz García
Primer suplente: Agustín Gutiérrez y Lizaurzábal; asumió interinamente las funciones de Fiscal, ya que este cargo había sido rechazado sucesivamente por los licenciados Filadelfo Benavente, Narciso Mayorga y José Sacasa.
Segundo suplente: Camilo Mora y Alvarado.
Quedaban sin llenar los cargos de Fiscal, primer ministro y Tercer Ministro. Como el Licenciado Gutiérrez y Lizaurzábal se hizo cargo de la Fiscalía, la Asamblea procuró llenar las otras dos vacantes. Para el cargo de primer ministro fueron escogidos sucesivamente Nicolás Carazo, José Santos Lombardo y Alvarado, Ramón Jiménez y Robredo y Nicolás Ulloa Soto, pero todos declinaron la designación. Finalmente el 2 de agosto de 1827 fue nombrado Luciano Paut y Fajardo. Como Tercer Ministro fueron elegidos sucesivamente Cruz Alvarado y Rafael Francisco Osejo, pero ninguno aceptó, y finalmente se designó a Manuel Briceño. 
Mediante decreto n.° 107 de 22 de noviembre de 1826 se emitió la ley del Reglamento interior de la Corte. La administración de justicia en general se hallaba regida por la ley aprobada mediante decreto n.° 80 de 16 de enero de 1826.

## Segundo período como Presidente de la Corte
De 1828 a 1830 el Licenciado Guerrero de Arcos fue nuevamente Juez de Letras de Costa Rica. En 1831 se le designó nuevamente como Presidente de la Corte, aunque desde principios de enero de 1832 quedó como su único integrante, al dejar su cargo el Magistrado Pedro Zeledón Mora fue elegido Diputado al Congreso Federal. En agosto de ese año, debido a una acusación formulada en su contra por haber suspendido a un juez y vivir en concubinato, se le suspendió en el ejercicio del cargo y la Corte quedó de hecho extinta. Sin embargo, el tribunal ad hoc que conoció del caso lo absolvió de todos los cargos y lo declaró libre y hábil el 10 de octubre de 1832.

## Tercer período como Presidente de la Corte
Presidió de nuevo la Corte de 1833 a 1836, aunque no tomó posesión del cargo sino hasta enero de 1834. 
De 1833 a 1835, los integrantes de la Corte fueron: Fiscal, Braulio Carrillo Colina (1833-1834) y Valentín Gallegos (1834-1835); Primer Magistrado, Agustín Gutiérrez y Lizaurzábal; Segundo Magistrado: Luz Blanco y Zamora; Tercer Magistrado, Santos Aguilar (1833-1834) y Juan Mora Fernández (1834-1835); Primer suplente, Mariano Zavala (1833-1835); Segundo suplente, Rafael Moya Murillo (1834-1835); Tercer suplente, José Cipriano Fernández y Tenorio (1833-1835).
En 1835 hubo una reorganización de la Corte, que de 1835 a 1836 estuvo integrada del siguiente modo: Fiscal, Valentín Gallegos; Magistrado y juez de Alajuela, Agustín Gutiérrez y Lizaurzábal; Magistrado y juez de Cartago, Juan Mora Fernández; Magistrado y juez de Heredia, Ramón Castro y Ramírez; Magistrado y juez de San José Luz Blanco y Zamora; Magistrado y juez de Guanacaste, Joaquín de Iglesias Vidamartel (cesó en octubre de 1835); Magistrados suplentes, Rafael Moya Murillo (renunció en agosto de 1835) y José Cipriano Fernández y Tenorio (elegido en 1833). 
A fines de 1836 José Simeón Guerrero de Arcos y Cervantes abandonó su cargo y se trasladó a Nicaragua.